# Seznam hokejistov na ledu
Seznami hokejistov na ledu po državah
- Seznam ameriških hokejistov na ledu
- Seznam andorskih hokejistov na ledu
- Seznam argentinskih hokejistov na ledu
- Seznam avstralskih hokejistov na ledu
- Seznam avstrijskih hokejistov na ledu
- Seznam azerbajdžanskih hokejistov na ledu
- Seznam belgijskih hokejistov na ledu
- Seznam beloruskih hokejistov na ledu
- Seznam bolgarskih hokejistov na ledu
- Seznam bosanskohercegovskih hokejistov na ledu
- Seznam brazilskih hokejistov na ledu
- Seznam britanskih hokejistov na ledu
- Seznam čeških hokejistov na ledu
- Seznam čilskih hokejistov na ledu
- Seznam danskih hokejistov na ledu
- Seznam estonskih hokejistov na ledu
- Seznam finskih hokejistov na ledu
- Seznam francoskih hokejistov na ledu
- Seznam grških hokejistov na ledu
- Seznam gruzijskih hokejistov na ledu
- Seznam hrvaških hokejistov na ledu
- seznam indijskih hokejistov na ledu
- Seznam irskih hokejistov na ledu
- Seznam islandskih hokejistov na ledu
- Seznam italijanskih hokejistov na ledu
- Seznam japonskih hokejistov na ledu
- Seznam južnoafriških hokejistov na ledu
- Seznam južnokorejskih hokejistov na ledu
- Seznam kanadskih hokejistov na ledu
- Seznam kazahstanskih hokejistov na ledu
- Seznam kirgiških hokejistov na ledu
- Seznam kitajskih hokejistov na ledu
- Seznam latvijskih hokejistov na ledu
- Seznam lihtenštajnskih hokejistov na ledu
- Seznam litovskih hokejistov na ledu
- Seznam luksemburških hokejistov na ledu
- Seznam madžarskih hokejistov na ledu
- Seznam makedonskih hokejistov na ledu
- Seznam mehiških hokejistov na ledu
- Seznam mongolskih hokejistov na ledu
- Seznam nemških hokejistov na ledu
- Seznam nizozemskih hokejistov na ledu
- Seznam norveških hokejistov na ledu
- Seznam novozelandskih hokejistov na ledu
- Seznam poljskih hokejistov na ledu
- Seznam romunskih hokejistov na ledu
- Seznam severnokorejskih hokejistov na ledu
- Seznam ruskih hokejistov na ledu
- Seznam slovaških hokejistov na ledu
- Seznam slovenskih hokejistov na ledu
- Seznam srbskih hokejistov na ledu
- Seznam španskih hokejistov na ledu
- Seznam švedskih hokejistov na ledu
- Seznam švicarskih hokejistov na ledu
- Seznam ukrajinskih hokejistov na ledu
- Seznam urugvajskih hokejistov na ledu